# Міжнародне товариство з вивчення діабету у дітей і підлітків
Міжнародне товариство з вивчення діабету у дітей і підлітків англ. International Society for Pediatric and Adolescent Diabetes (ISPAD) —
професійна організація, метою якої є розвиток клінічної і фундаментальної діабетології дитячого і підліткового віку.